# Аксино
Акси́но (англ. axino) — гипотетическая нейтральная элементарная частица со спином 1/2, предсказываемая некоторыми теориями физики элементарных частиц. Теория Печчеи — Квинн пытается объяснить наблюдаемое явление, известное как сильная CP-проблема, путём введения гипотетических реальных псевдоскалярных частиц, так называемых аксионов. Добавление суперсимметрии к этой модели приводит к необходимости существования фермионного суперпартнёра для аксиона — аксино (с R-чётностью −1), а также бозонного суперпартнёра — саксиона (с R-чётностью +1). Все они составляют одно киральное суперполе.
В некоторых моделях аксино может быть легчайшей суперсимметричной частицей, которая, как предполагается, должна быть стабильной. В частности, в связи с этим свойством, аксино рассматривается в качестве одного из кандидатов на роль частиц, составляющих тёмную материю.